# Comté de Doddridge
Le comté de Doddridge est un comté des États-Unis situé dans l’État de Virginie-Occidentale. En 2013, la population était de 8 344 habitants. Son siège est West Union. Le comté a été créé en 1845 à partir de parties des comtés de Harrison, Tyler, Ritchie, et Lewis, et baptisé du nom de Phillip Doddridge, homme politique de Virginie-Occidentale.

## Principales villes
- Center Point
- New Milton
- Smithburg
- West Union